# Mike Ott (football)
Pour les articles homonymes, voir Ott.
Mike Rigoberto Gelito Ott, né le 2 mars 1995 à Munich en Allemagne, est un footballeur international philippin, possédant également la nationalité allemande. Il évolue au poste d'attaquant ou de milieu offensif avec l'équipe réserve du FC Nuremberg.

## Carrière

### En club
Après avoir inscrit douze buts en vingt-quatre matchs avec l'équipe réserve de Munich 1860, Mike Ott signe en avril 2014 un contrat avec le FC Nuremberg d'une durée de trois ans.

### En sélection
De mère philippine, il est appelé en équipe des Philippines en juin 2013 mais ne se rend pas au rassemblement. Il est de nouveau appelé en septembre 2016 et honore sa première sélection le 7 octobre 2015 lors d'un match amical contre Bahreïn. C'est lors de ce match qu'il inscrit son premier but en sélection.

## Statistiques
| Saison                | Club                  | Championnat           | Championnat | Championnat | Coupe(s) nationale(s) | Coupe(s) nationale(s) | Philippines | Philippines | Total | Total |
| Saison                | Club                  | Division              | M.          | B.          | M.                    | B.                    | M.          | B.          | M.    | B.    |
| 2012-2013             | Munich 1860 rés.      | Regionalliga          | 1           | 0           | -                     | -                     | -           | -           | 1     | 0     |
| 2013-2014             | Munich 1860 rés.      | Regionalliga          | 24          | 12          | -                     | -                     | -           | -           | 24    | 12    |
| Sous-total            | Sous-total            | Sous-total            | 25          | 12          | -                     | -                     | -           | -           | 25    | 12    |
| 2014-2015             | FC Nuremberg rés.     | Regionalliga          | 22          | 2           | -                     | -                     | -           | -           | 22    | 2     |
| 2015-2016             | FC Nuremberg rés.     | Regionalliga          | 14          | 1           | -                     | -                     | -           | -           | 14    | 1     |
| 2016-2017             | FC Nuremberg rés.     | Regionalliga          | 16          | 5           | -                     | -                     | 5           | 1           | 21    | 6     |
| Sous-total            | Sous-total            | Sous-total            | 52          | 8           | -                     | -                     | 5           | 1           | 57    | 9     |
| Total sur la carrière | Total sur la carrière | Total sur la carrière | 77          | 20          | -                     | -                     | 5           | 1           | 82    | 21    |

## Vie privée
Il est le frère de Manuel Ott (en), également footballeur et international philippin.